# Luigi Malafarina
Luigi Malafarina (Siderno, 1939 – 1989) è stato un giornalista e scrittore italiano.

## Biografia
Intraprese la carriera giornalistica sin da giovanissimo. Fu redattore della Gazzetta del Sud e collaboratore de: Il Giorno, Il Messaggero, RTP, Ordine pubblico. Fu tra i primi scrittori a dedicare le proprie opere allo studio della 'Ndrangheta.
Precursore della denuncia verso le cosche, in un'Italia che ancora negava l'esistenza stessa delle mafie, mostra grande sensibilità verso il mondo sociale che subisce e al contempo alimenta i fenomeni di crimine organizzato nel sud italia.
Tra i vari impegni letterari e redazionali che lo occupano nel corso della carriera va anche ricordato il suo giovanile impegno nel gruppo di colleghi che tra la fine degli anni '50 e l'inizio degli anni '60 danno vita al dibattito sulla libertà di espressione e l'indipendenza dei giornalisti che porterà alla fondazione del progetto Cronache dal mondo.
Nonostante la continuità del suo impegno come giornalista è la sua attività di scrittore che lascia il maggiore segno nel mondo della cultura italiana del dopoguerra. I saggi e gli interventi sugli argomenti scottanti della Calabria e sulle regole e le abitudini dell'Ndrangheta rimangono una testimonianza lucida e intelligente che ha preceduto di molti anni la prima presa di coscienza del mondo intellettuale sulla gravità del fenomeno.

## Opere
- Buio a Reggio
- Il codice dell 'Ndrangheta
- Siderno
- Cronache mafiose
- Il canto della lupara
- 'Ndrangheta ieri ed oggi
- L'anonima sequestri
- Le faide calabresi
- 'Ndrangheta alla sbarra
- Calabria e calabresi
- La 'ndrina ha un volto solo
- La 'ndrangheta[2]

## Premi e riconoscimenti
Per la sua attività di giornalista e scrittore conseguì numerosi riconoscimenti:
- Giugno Locrese
- Omaggio alla cultura - Villa San Giovanni
- Premi Villa San Giovanni (Medaglia d'oro)
- Premio Nazionale Rhegium Julii[3]
- Targa Fidapa
- Foyer des artistes - Roma
- La Scogliera d'argento
- L'Ulivo d'argento
- Omaggio a Corrado Alvaro - Premio alla Cultura
- Kiwanis - Targa d'oro - 1981
- Premio Losardo - 1985